# Rossija 88
Rossija 88 (russisk: Россия 88) er en russisk spillefilm fra 2009 af Pavel Bardin.

## Medvirkende
- Pjotr Fjodorov som Aleksandr
- Mikhail Poljakov
- Aleksandr Makarov
- Jelena Tokmakova
- Aleksandra Nikolajeva